# U 358
U 358 war ein deutsches U-Boot, das während des Zweiten Weltkriegs hauptsächlich im Nordatlantik patrouillierte. Bei einer Unternehmung im Jahr 1944 blieb dieses Boot in einem Gefecht mit britischen Seestreitkräften fast 38 Stunden unter Wasser, was vermutlich die längste Zeit war, die ein U-Boot der Kriegsmarine je getaucht ist.

## Bau und Technische Daten
Die Flensburger Schiffbaugesellschaft war weniger stark in das U-Boot-Bauprogramm der Kriegsmarine eingebunden. In Flensburg sollten, neben notwendigen Reparaturen und Überholungen, jährlich sechs neue Boote des Typs VII C produziert werden. Doch mehrere Luftangriffen auf die Stadt führten schließlich zur Einstellung der dortigen U-Boot-Produktion.
Die besagten VII-Boote wurden auch „Atlantikboote“ genannt. Die 66,5 m langen U-Boote verdrängten in getauchtem Zustand 871 m³ Wasser und wurden bei Unterwasserfahrt von zwei Elektromotoren mit insgesamt 750 PS zu einer Höchstgeschwindigkeit von 7,6 Knoten (kn) angetrieben. Bei Überwasserfahrt lag diese zwischen 17,0 und 17,7 kn und wurde durch zwei zwischen 2800 und 3200 PS-starke Dieselmotoren ermöglicht.

### Kommandant
Rolf Manke wurde am 21. Dezember 1915 in Berlin-Lichterfelde geboren und trat im Jahr 1935 in die Kriegsmarine ein. Er absolvierte seine U-Bootsausbildung im Jahr 1942 und diente anschließend als Erster Wachoffizier auf U 576. Im Anschluss an die Baubelehrung zu U 358 stellte er das Boot am 15. August in Dienst. Unter seinem Kommando absolvierte das Boot fünf Unternehmungen, in deren Verlauf drei Handelsschiffe und ein Kriegsschiff versenkt wurden.

## Einsatz und Geschichte

Die Neva wurde im Frühjahr 1943 von U 358 versenkt

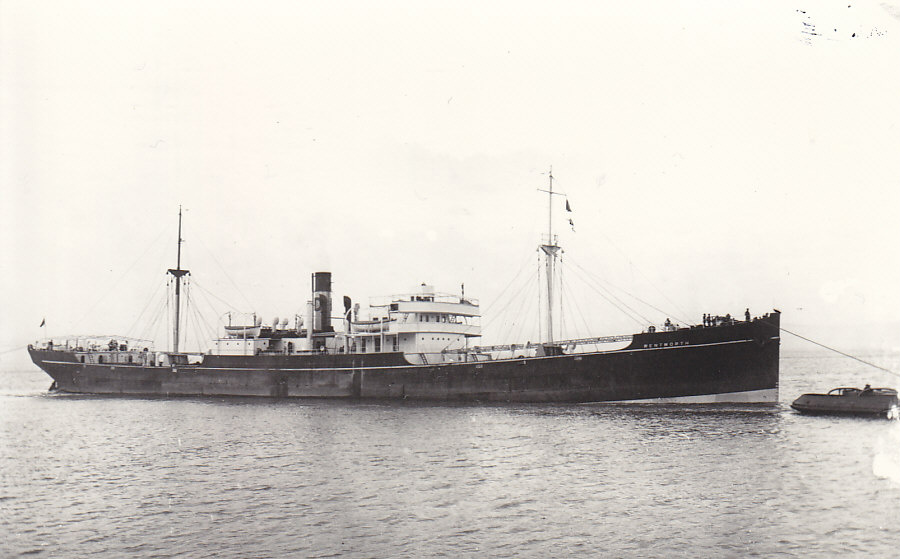
Die Wentworth musste nach der Torpedierung durch U 358 aufgegeben werden

U 358 war im Stützpunkt der 7. U-Flottille in Saint-Nazaire stationiert. Hier traf das Boot im Anschluss an die erste Unternehmung am 8. März 1943 ein. von Saint-Nazaire aus lief Manke zu vier weiteren Unternehmungen aus, bei denen das Boot in verschiedenen Seegebieten des Nordatlantik und Mittelatlantik zum Einsatz kam – unter anderem südlich von Grönland, östlich von Neufundland sowie vor den Kanaren. Auf diesen Unternehmungen versenkte Kommandant Manke drei Schiffe und beschädigte ein weiteres so nachhaltig, dass es aufgegeben werden musste.
Am 22. Januar 1943 wurde der schwedische Dampfer Neva mit 1.456 BRT versenkt. Vier Tage später torpedierte Manke den norwegischen Tanker Nortind mit 8.221 BRT. Am 5. Mai griff Manke südlich von Grönland zwei britische Dampfer an, die zum Geleitzug ONS 5 gehörten. Dabei wurde die Bristol City mit 2.864 BRT versenkt und die Wentworth durch einen Torpedotreffer aus dem Hecktorpedorohr beschädigt. Der britische Dampfer konnte seine Reise nicht fortsetzen und wurde evakuiert, sank aber nicht. Da die Wentworth nicht wieder fahrtüchtig gemacht werden konnte, versuchte die HMS Loosestrife, eine Korvette der Flower-Klasse, das Schiff zu versenken, was aber nicht gelang. Die Wentworth wurde aufgegeben und gilt als Totalverlust. Fünf Besatzungsmitglieder verloren das Leben. Die 42 Überlebenden der Wentworth wurden von der HMS Loosestrife gerettet und am 7. Mai in St. John’s in Neufundland an Land gebracht. U 358 kehrte am 15. Mai nach Saint-Nazaire zurück. Von hier aus lief das Boot im Juni und im Oktober desselben Jahres zu weiteren Unternehmungen aus. Dabei operierte U 358 sowohl im Mittel- als auch im Nordatlantik, vor den Kanaren und westlich von Gibraltar. 

### Versenkung
Am 14. Februar lief U 358 von Saint-Nazaire zu seiner letzten Unternehmung aus. Am 29. Februar 1944 wurde das Boot in ein Gefecht mit vier britischen Kriegsschiffen verwickelt und blieb unter wiederholten Wasserbombenangriffen über einen Zeitraum von 38 Stunden unter Wasser – die längste Zeit, die ein U-Boot während des Zweiten Weltkrieges getaucht blieb.
Zunächst wurde das Boot am 29. Februar am frühen Morgen von der britischen Fregatte HMS Garlies entdeckt. Der nun folgenden Jagd auf das Boot schlossen sich drei weitere Kriegsschiffe an, doch da Kommandant Manke über einen Zeitraum von mehreren Stunden beständig Tauchtiefe, Richtung und Geschwindigkeit ändern ließ, gelang kein erfolgreicher Angriff auf U 358. Durch umsichtiges Manövrieren konnte Manke den Angriffen den Tag über und in der folgenden Nacht, bei steter Unterwasserfahrt, den Angriffen der vier Verfolger auszuweichen. Es gelang aber nicht, das Boot aus der ASDIC-Erfassung zu befreien. Die ASDIC-Besatzungen der Verfolger überredeten ihre Kommandanten, die Jagd auf das Boot fortzusetzen. In der Erwartung, dass das Boot während der Dunkelheit auftauchen würde, um zu entkommen, stellten die Verfolger bei erneut anbrechender Dunkelheit am 1. März die Angriffe ein. U 358 kam gegen 19:00 Uhr an die Oberfläche und versenkte die Fregatte HMS Gould mit 1.192 t (Lage) nördlich der Azoren. Als dabei der Turm des Bootes an die Wasseroberfläche kam, wurde es mit Artilleriefeuer und Wasserbomben von der Fregatte HMS Affleck versenkt (Lage).
Nur ein Besatzungsmitglied überlebte, 50 Mann kamen ums Leben. Der Überlebende wurde von der Affleck aufgenommen.